# Parazorilispe crassicornis
Parazorilispe crassicornis är en skalbaggsart som beskrevs av Stefan von Breuning 1940. Parazorilispe crassicornis ingår i släktet Parazorilispe och familjen långhorningar. Inga underarter finns listade i Catalogue of Life.